# جهانگیر جهانگیری
جهانگیر جهانگیری‌مقدم (زاده ۲ مرداد ۱۳۲۵ – درگذشته ۸ دی ۱۳۹۲) کارگردان و فیلم‌نامه‌نویس سینمای ایران بود. وی فعالیت در سینما را در سال ۱۳۴۴ با عنوان دستیار کارگردان و مدیر تدارکات آغاز کرد. نخستین فیلم او با نام سرنوشت‌سازان در سال ۱۳۵۶ ساخته شد.

## درگذشت
او در تاریخ ۸ دی ۱۳۹۲ به دلیل ایست قلبی در سن ۶۶ سالگی درگذشت.

## کارگردانی
- کنسرت روی آب (۱۳۸۹)
- افراطی‌ها (۱۳۸۸)
- غریبه‌ای در شهر (۱۳۸۸)
- چشمک (۱۳۸۷)
- ملودی (۱۳۸۶)
- خانه دل (۱۳۸۴)
- بی همتا (۱۳۸۰)
- یاغی (۱۳۷۶)
- حادثه در کندوان (۱۳۷۴)
- مجازات (۱۳۷۳)
- بدل (۱۳۷۲)
- رابطه پنهانی (۱۳۷۱)
- تبعیدی‌ها (۱۳۷۰)
- رانده شده (۱۳۶۸)
- طغیان (۱۳۶۴)
- مرگ گرگ‌ها (۱۳۶۴)
- مزدوران (۱۳۶۳)
- عصیانگران (۱۳۶۰)
- سرنوشت‌سازان (۱۳۵۶)

## تهیه‌کننده
- تله فیلم شکارچی انسان